# Vlag van Sicilië

Vlag van Sicilië

De vlag van Sicilië vindt zijn oorsprong in de volksopstand Siciliaanse Vespers die in 1282 in Palermo plaatsvond. Deze wordt gesymboliseerd door het Siciliaanse symbool van de triskelion (trinacria) in het midden, dat zijn oorsprong vindt in een oud Keltisch zonnesymbool.

## Omschrijving
De vlag wordt gekenmerkt door de aanwezigheid van de triskelion in het midden, gevormd door het gevleugelde hoofd van een vrouw (Hybla, godin van de vruchtbaarheid onder de oude Siciliaanse bevolking), hoofd met daarop een slangenknoop en drie korenaren, waaruit drie gebogen benen stralen, alsof ze gegrepen zijn in het midden van de race, die de extreme vruchtbaarheid van het land Sicilië vertegenwoordigen. Het triskelion-symbool zou de drie kapen (landtongen of voorgebergten van het eiland Sicilië) voorstellen, namelijk: Pelorus (Peloro, punt van Faro, Messina: noordoosten); Pachynus (Passero, Syracuse: zuiden); en Lilybæum (Lilibeo, Kaap Boeo, Marsala: westen), die drie punten van een driehoek vormen van de historische drie valli van Sicilië.

## Geschiedenis
De kleuren geel en rood zijn de kleuren van respectievelijk Palermo en Corleone, de eerste twee steden die zich tegen de Plantagenets keerden. De vlag werd gebruikt tijdens de middeleeuwse revolutie van de Siciliaanse Vespers. Hoewel de symboliek van de vlag dus ruim zevenhonderd jaar oud is, is de vlag pas op 4 januari 2000 aangenomen. Een dergelijk symbool komt ook voor in de vlag van Man.

Historische vlaggen
Vlag van het Emiraat Sicilië onder de Kalifaat van de Fatimiden.
Vlag van Koninkrijk Sicilië (1258-1266)
Vlag van Siciliaanse Vespers (1282)
Vlag van Koninkrijk Sicilië (1296-1816)
Vlag van Koninkrijk der Beide Siciliën (1816-1848/1849-1860)
Vlag van het Koninkrijk Sicilië (1848-1849)
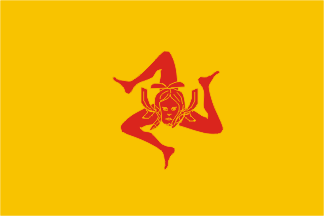
Vlag gebruikt door Siciliaanse opstandelingen (1860)
Vlag van de onafhankelijkheidsbeweging van Sicilië (1943-1951)
Vlag van het vrijwilligersleger voor de onafhankelijkheid van Sicilië (1945-1946)
Vlag van Sicilië (1995-2000)
Vlag van Sicilië (2000-heden)